# Kebira
Kebira je impaktní kráter na Sahaře. Střed kráteru leží v Libyi, jeho východní okraj zasahuje na území Egypta. Jméno kráteru pochází z arabštiny a znamená „velký“. Koresponduje také s názvem nedaleké oblasti náhorní plošiny Džilf al-Kabír (v překladu Velká bariéra) ležící v jihozápadním Egyptě.

## Objevení a vznik kráteru
Kráter objevili vědci z Bostonské univerzity Farouk El-Baz a Eman Ghoneim. Má průměr 31 kilometrů a odhaduje se, že ho vytvořil náraz tělesa o velikosti přibližně 1 km. Kráter má dva valy, což je pro impaktní krátery velmi typické. Jeden z nich vznikl v momentě nárazu, druhý, menší, bezprostředně po výbuchu impaktujícího tělesa. Z východu na západ ho protínají suchá koryta dvou bývalých řek.

## Geologie
Věk impaktu se zatím nepodařilo spolehlivě určit. Geologové předpokládají, že fragmenty zelenožlutých křemičitanů známých také jako pouštní sklo, které se vyskytují v oblasti Velkého písečného moře v jihozápadním Egyptě, vznikly přetavením hornin během impaktu. Zavátý kráter dlouhé roky unikal pozornosti geologů, jeho obrysy objevili až na snímcích ze satelitu.